# ワン・チャン
ワン・チャン（Wang Chung）は、イギリス出身の2人組音楽グループ。
1979年、ニック・フェルドマンとジャック・ヒューズによって結成された。デビュー当初（1980年-1982年）は「ハン・チャン（Huang Chung）」と名乗っていた。1982年にリリースされたファースト・アルバム『ダンス・ホール・デイズ (Huang Chung)』は不発だったが、セカンド・アルバム『ポインツ・オン・ザ・カーヴ〜航跡』から注目を浴びるようになった。
1985年、ドラマーのダレン・コスティンが脱退し、ジャックとニックの2人組に戻った上でプロデューサーにジェファーソン・エアプレインのプロデュースも手がけたピーター・ウルフ（元J・ガイルズ・バンドの同名メンバーとは別人）を迎えて制作したアルバム『モザイク』からシングルカットされた「エブリバディ・ハヴ・ファン・トゥナイト」はビルボードヒットチャートで2位を記録した。1990年に解散。
その後、ジャック、ニックともそれぞれの活動を経た上で、1997年頃から再結成し、時折ライブ活動を行っている。

## メンバー
- ジャック・ヒューズ (Jack Hues) - ボーカル、ギター、キーボード
- ニック・フェルドマン (Nick Feldman) - ベース、キーボード

### 旧メンバー
- ダレン・コスティン (Darren Costin) - ドラム（アルバム『モザイク』制作の前に脱退）
- デイヴ・バーナンド (David Burnand) - サクソフォーン
- ガレス・モールトン (Gareth Moulton) - ギター

## ディスコグラフィ

### スタジオ・アルバム
- 『ダンス・ホール・デイズ』 - Huang Chung (1982年) ※ジャケットには「黄鐘」と漢字がデザインされている
- 『ポインツ・オン・ザ・カーヴ〜航跡』 - Points on the Curve (1983年)
- To Live and Die in L.A. (1985年) ※映画『L.A.大捜査線/狼たちの街』サウンドトラック
- 『モザイク』 - Mosaic (1986年)
- 『ウォーマー・サイド・オブ・クール』 - The Warmer Side of Cool (1989年)
- Tazer Up! (2012年)
- Orchesography (2019年)

### EP
- Abducted by the 80's (2010年)

## 代表曲
- 「エブリバディ・ハヴ・ファン・トゥナイト」 - Everybody Have Fun Tonight
- 「レッツ・ゴー!」 - Let's Go!
- 「ダンス・ホール・デイズ」 - Dance Hall Days
- 「ヒプノタイズ・ミー」 - Hypnotize Me